# Yolpaq
Yolpaq är en ort i Azerbajdzjan.   Den ligger i distriktet Naftalan Şəhəri, i den centrala delen av landet, 280 km väster om huvudstaden Baku. Yolpaq ligger 189 meter över havet och antalet invånare är 904.
Terrängen runt Yolpaq är lite kuperad. Närmaste större samhälle är Dalimamedli, 4,9 km sydväst om Yolpaq.
Trakten runt Yolpaq består till största delen av jordbruksmark. Runt Yolpaq är det ganska tätbefolkat, med 70 invånare per kvadratkilometer.